# Ваља Сикевицеј
Ваља Сикевицеј (рум. Valea Sicheviței) је насеље у општини Сикевица, округ Караш-Северен у Румунији. Налази се на надморској висини од 189 м.

## Становништво
Према подацима из 2002. године у насељу је живело 59 становника, од којих су сви румунске националности.